# Opisthogonimus serpentis
Opisthogonimus serpentis är en plattmaskart. Opisthogonimus serpentis ingår i släktet Opisthogonimus och familjen Opisthogonimidae. Inga underarter finns listade i Catalogue of Life.